# جن آرمبراستر
جن آرمبراستر (انگلیسی: Jen Armbruster؛ زادهٔ february ۱۲, ۱۹۷۵ (۵۰ سال)) از برندگان مدال طلا پارالمپیک گل‌بال اهل ایالات متحده آمریکا است.

## جوایز
وی در مسابقات کشوری و بین‌المللی در مجموع برندهٔ ۲ مدال طلا، ۲ مدال نقره، ۲ مدال برنز شده است.

## تحصیلات
وی از دانش‌آموختگان دانشگاه کلرادو شمالی است.